# Oribatomyia flavicans
Oribatomyia flavicans är en tvåvingeart som beskrevs av Richards 1960. Oribatomyia flavicans ingår i släktet Oribatomyia och familjen hoppflugor.
Artens utbredningsområde är Kongo. Inga underarter finns listade i Catalogue of Life.